# Estadio Jawaharlal Nehru (Kochi)
El Estadio Jawaharlal Nehru (también conocido como "Estadio Internacional Kaloor") es un estadio de críquet y fútbol ubicado en la ciudad de Kochi (Cochín), estado de Kerala en la India. El estadio lleva el nombre de Jawaharlal Nehru, primer ministro de la India entre 1947 y 1964.
El estadio fue inaugurado en 1996 y cuenta con 60 000 asientos, por lo tanto, es después del Yuva Bharati Krirangan de Calcuta (120 000 personas), el Eden Gardens (93 000 asientos) y el Estadio Jawaharlal Nehru de Nueva Delhi (75 000 asientos), el cuarto estadio más grande de la India.
El primer evento importante desarrollado en el estadio fue la Copa Nehru de 1997, torneo de fútbol organizado por la Federación de Fútbol de la India, al encuentro disputado entre la Selección de India contra Irak asistieron cerca de 100 000 personas en un estadio abarrotado.
Es uno de los estadios propuestos para ser sede de la Copa Mundial de Fútbol Sub-17 de 2017.

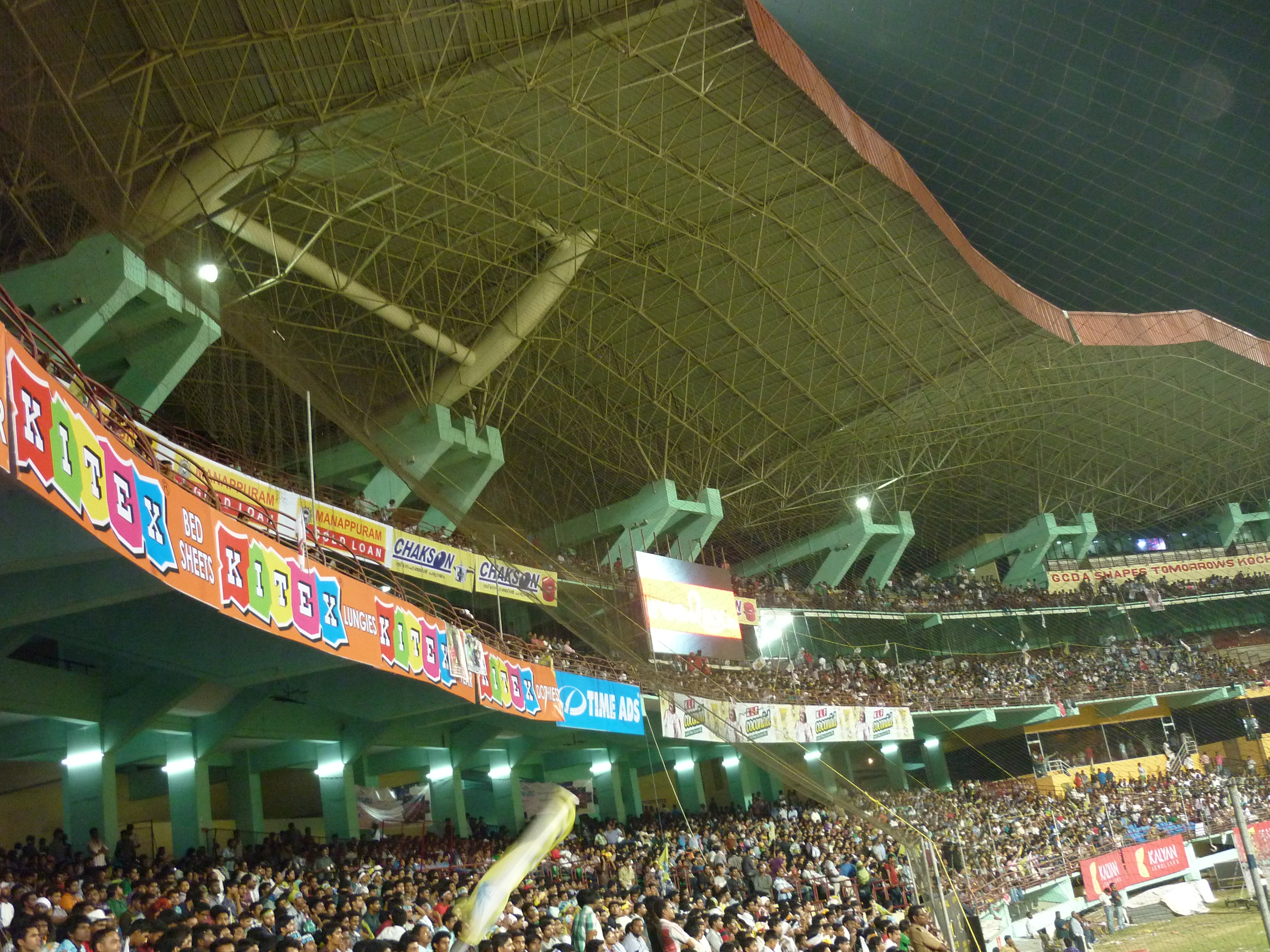
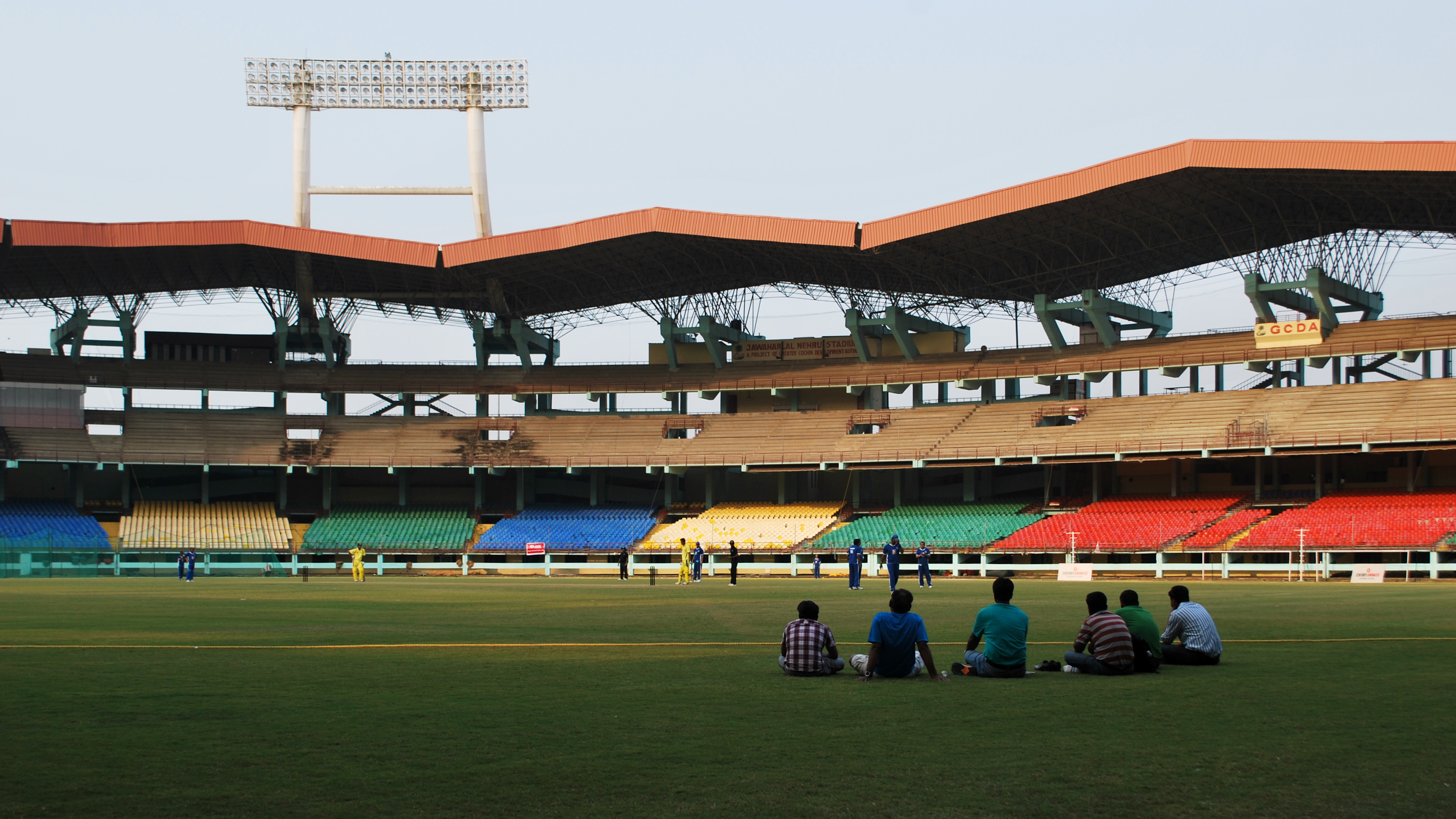